# Hornfliegen

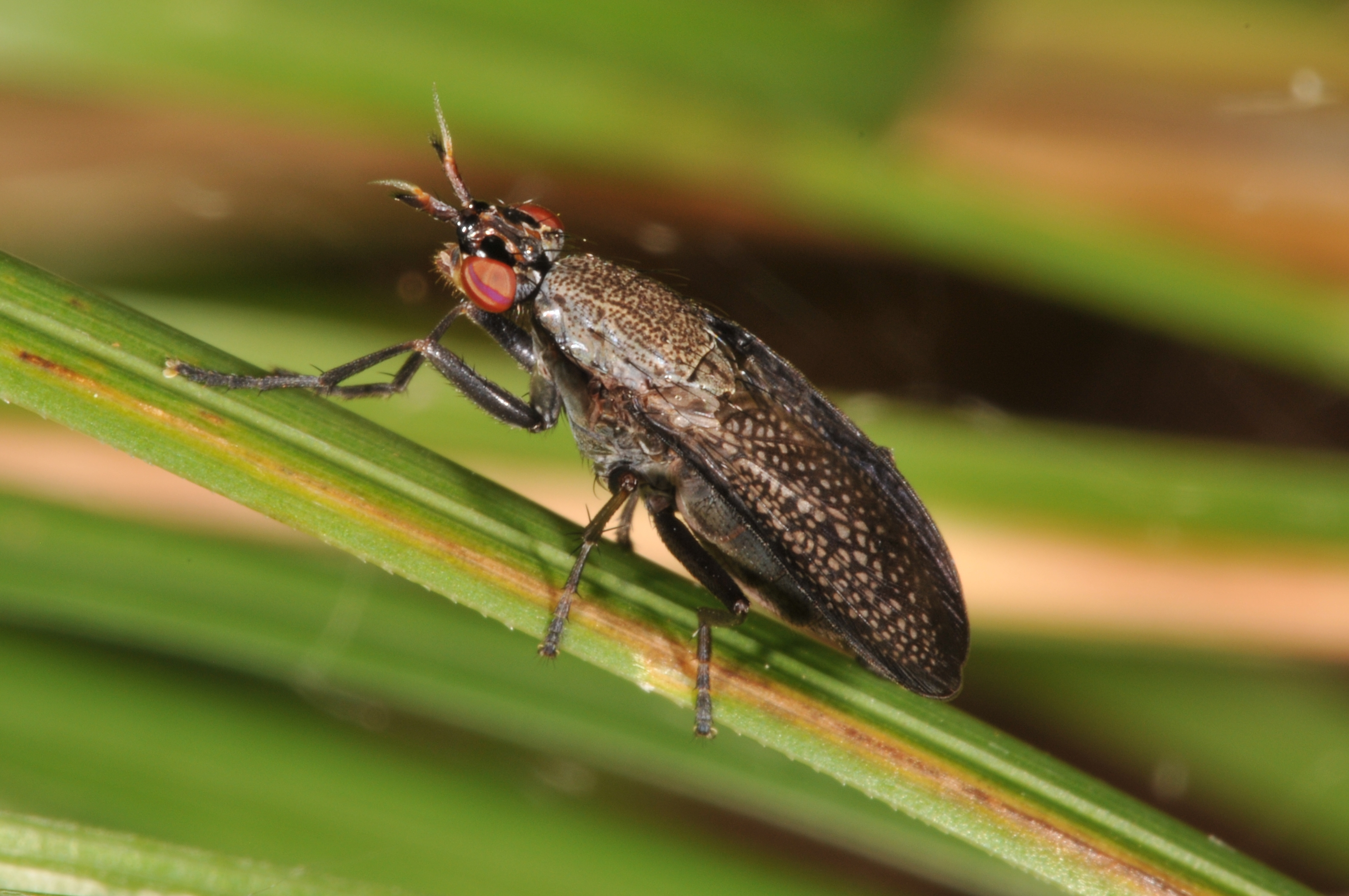
Melierte Schneckenfliege (Coremacera marginata)

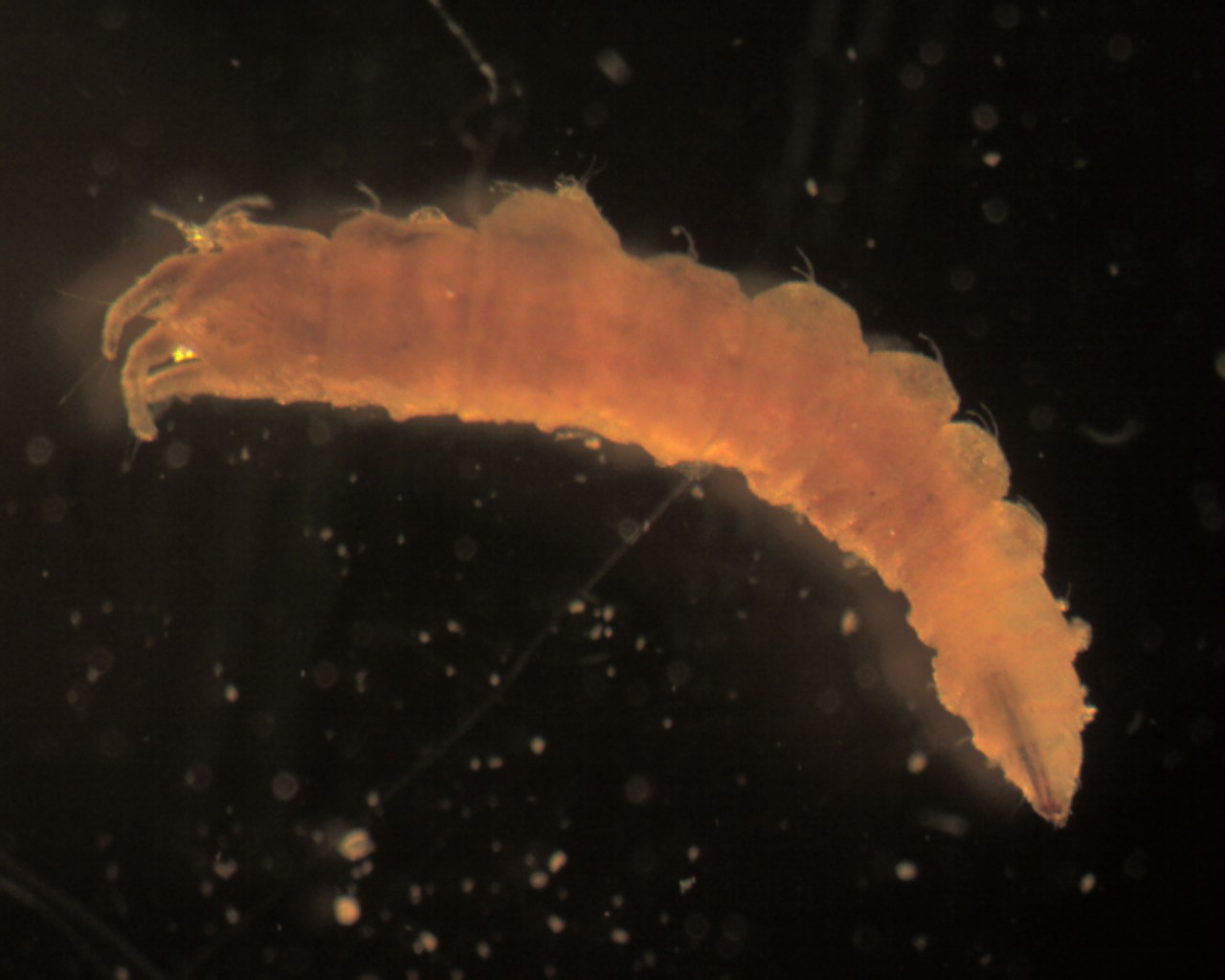
Larve einer aquatisch lebenden Hornfliegenlarve. Nach unten weisend die Kopfkapsel, oben das Hinterende mit Fortsätzen zwischen den Atemöffnungen.

Die Hornfliegen (Sciomyzidae) sind eine Familie kleiner bis mittelgroßer Fliegen (Brachycera), die weltweit vertreten ist. Die Larven der Fliegen ernähren sich als Parasiten, Aasfresser oder Räuber hauptsächlich von Schnecken. Neben dem Trivialnamen Marshflies werden sie daher im Englischen auch Snail-killing Flies genannt.

## Merkmale
Die Hornfliegen erreichen im Adultstadium je nach Art 2 bis 14 Millimeter Länge. Die Larve von Salticella stuckenbergi aus der Unterfamilie Salticellinae wird im dritten Larvenstadium über 23 Millimeter lang und ist damit die größte Larve innerhalb der Familie der Hornfliegen.
Der Körperbau der adulten Fliegen ist schlank, die Färbung ist matt grau, selten glänzend schwarz, braun oder rotbraun. Die Beine können rot oder gelb gefärbt sein. Die Flügel sind hyalin oder mit schwarzen Flecken oder einer Netzzeichnung versehen. Diese auffällige Flügelzeichnung ist kein Merkmal verwandtschaftlicher Verhältnisse, obwohl sie innerhalb einer Art wenig variabel ist. In vielen Gattungen haben nur wenige Arten eine auffällige Flügelzeichnung, die anderen nicht. Die Costalader ist nicht unterbrochen, die Subcosta ist vollständig. Eine Medio-Cubital-Querader (bm-cu) ist vorhanden, die Analzelle ist geschlossen.
Der Kopf ist halbkugelförmig oder rund. Die Antennen sind länglich, die Arista ist oft flaumig behaart, manchmal trägt sie auch längere Haare. Punktaugen und Ozellenborsten sind vorhanden, außer bei der Gattung Sepedon. Vibrissen sind keine vorhanden. Der Kopf trägt große Facettenaugen.

## Lebensweise

### Adulte Hornfliegen
Die adulten Hornfliegen halten sich meist in der Nähe von Feuchtgebieten auf. Hier leben Mollusken, von denen sich die Larven ernähren können. Die geschlechtsreifen Tiere sitzen meist in der Vegetation auf der Unterseite der Blätter und ernähren sich von Tau und Nektar.

### Larvenentwicklung
Die Larven der Fliegen brauchen für ihre Entwicklung tierische Nahrung. Dabei werden von der überwiegenden Mehrheit der Larven Schnecken angefallen. Manche Arten betätigen sich im ersten Larvenstadium als Aasfresser, später als Parasitoid und leben im dritten Larvenstadium räuberisch.
Die Larven der Unterfamilie Phaeomyiinae sind Parasiten bzw. Parasitoide von Doppelfüßern (Diplopoden), während sich die Larven der übrigen Hornfliegen von Mollusken oder – in seltenen Fällen – von Ringelwürmern im Süßwasser ernähren.
Nur die Larven der Arten Dictya disjuncta, Sepedonella nana, Sepedon knutsoni und Sepedon ruficeps befallen Ringelwürmer. Sepedonella nana aus dem tropischen Afrika frisst ausschließlich an dem Hülsenwürmchen Aulophorus furcatus aus der Familie Naididae. Sepedon ruficeps ist eigentlich auf Süßwasserschnecken spezialisiert, ernährt sich aber gelegentlich von den Würmern.
Die Larven von Eulimnia philpotti, Ilione lineata und vier Arten der Gattung Renocera, darunter Renocera pallida befallen Muscheln. Anders als bestimmte Wasserwanzen, die als Ektoparasiten fallweise auch an Muscheln saugen, leben diese Hornfliegenlarven zumindest in den frühen Stadien als obligate Parasitoide innerhalb der Muschelschalen, einige verpuppen sich dort auch. Dabei bleiben alle Arten bis auf Renocera pallida während dieser Phase ihrer Larvalentwicklung unter Wasser.
Fünf Arten der Gattung Anticheta ernähren sich in ihrem frühen Larvenstadium ausschließlich von Schneckeneiern. Zwei Arten bleiben auch in den späteren Larvenstadien bei dieser Ernährungsweise, die anderen erbeuten und fressen dann auch die Jungtiere der Schnecken.
Alle übrigen Arten befallen Schnecken. Die meisten Arten entwickeln sich in Gehäuseschnecken, aber einige Arten bevorzugen Nacktschnecken. Es werden sowohl Land- als auch Wasserschnecken befallen. Die in Frage kommenden Wasserschnecken leben bis auf wenige Ausnahmen im Süßwasser und besitzen keinen Deckel. Im Brack- und Salzwasserbereich können Strandschnecken zur Nahrung für die Larven der Hornfliegen werden, jedoch wenige Arten kommen dafür in Frage.
Die Weibchen der Hornfliegen legen ihre Eier auf oder in der Nähe von Schnecken ab. Die Larven der meisten Arten müssen ihre Nahrungsquelle erst aufsuchen. Manche Arten beginnen ihren Lebenszyklus als Aasfresser. Die Larven leben aquatil oder semi-aquatil sowie rein terrestrisch. Nur die an Muscheln parasitierenden Larven können unter Wasser atmen. Terrestrische Arten sind oft Parasitoide. Nach dem Tod ihres Wirtstieres kriechen sie aus der Schnecke und durchleben ihr letztes Larvenstadium als Schneckenräuber. Einige Arten schließen ihren Lebenszyklus in der Schnecke ab und verpuppen sich im Schneckenhaus.

## Verbreitung
In allen biogeographischen Regionen und Ökozonen sind Arten aus der Familie der Hornfliegen beheimatet. Die geringste Artenzahl weisen dabei Ozeanien mit vier Arten, Australien mit 12 Arten und Neuseeland mit 25 Arten auf. In der Nearktis gibt es hingegen 172 Arten, in der Paläarktis 157. Für die Neotropis kommen noch 91 Arten hinzu, für die Afrotropis und Orientalis 95 Arten.

## Lebensraum
Die Lebensräume der geschlechtsreifen Hornfliegen liegen meist am Rande von Gewässern und in Feuchtgebieten. Nicht nur die Feuchtgebiete selbst bilden das Habitat für die Hornfliegen, auch Wälder und Wiesen kommen je nach Art dafür in Frage. Einige Pherbellia-Arten, Renocera stroblii und einige weitere Arten findet man beispielsweise häufig an schattigen Ufern von Waldbächen. Es gibt aber auch Arten, die in besonders trockenen, kalkreichen Wiesen zu finden sind. In subalpinen Hochstaudenfluren fliegt beispielsweise die seltene Ectinocera borealis. Bisher nur in den österreichischen Alpen gefunden wurde Euthycera alpina.
Viele Arten leben in Sümpfen mit einem hohen Anteil von Seggen. In Europa sind das Vertreter der Gattungen Ilione, Elgiva und Renocera (z. B. Renocera pallida). Auf Binsen, vor allem auf Juncus-Horsten kommen in Mitteleuropa regelmäßig Pherbellia- Arten vor, z. B. Pherbellia silana oder Pherbellia ventralis. Einige andere Arten der Gattung Pherbellia findet man an Totholz vor z. B. Pherbellia scutellaris, Pherbellia rozkosnyi, Pherebellia steyskali oder Pherbellia anullipes.

## Forschung
Der Lebenszyklus vieler Arten der Hornfliegen wurde entschlüsselt und ihre Vermehrung und Ernährung im Labor untersucht. Grund dafür ist die Funktion dieser Fliegen bei der Regulation der Populationsdichte von Schnecken. Da einige Schneckenarten als Zwischenwirte von menschlichen und tierischen Parasiten bekannt sind oder Schäden in der Landwirtschaft verursachen, wurde der Einsatz der Hornfliegen zur biologischen Schädlingsbekämpfung untersucht. Allerdings ist die Zucht dieser Fliegen schwierig und der Grad der Parasitierung nicht sehr hoch, sodass der Erfolg dieser Methode nicht gesichert erscheint.
Ein weiteres Interesse der Forschung liegt in der Vielfalt der Kombinationen im Nahrungserwerb der Larven, in denen fakultative mit obligaten Phasen als Aasfresser, Räuber, Parasiten und Parasitoide abwechseln. Die Evolution des Nahrungserwerbs und die Lebenszyklen der Tiere werden auf ihre Tauglichkeit hin untersucht, phylogenetische Zusammenhänge und verwandtschaftliche Beziehungen zu klären.
In der regionalen Feldforschung werden vor allem die auffälligen Formen gesammelt und verzeichnet, sei es wegen ihrer gemusterten Flügel oder wegen der für Zweiflügler beachtlichen Größe. Die kleineren Arten werden oft übersehen, zumal sie oft in schwer zugänglichen Feuchtgebieten vorkommen. Im Regelfall werden die Fliegen mit dem Insektennetz von der Vegetation gekäschert. Adulte Tiere werden oft in Lichtfallen als Beifänge von Schmetterlingen gefunden, diese Fänge werden aber selten wissenschaftlich ausgewertet.

## Systematik

### Innere Systematik
Die Systematik der Hornfliegen ist in den vergangenen Jahrzehnten, nicht zuletzt aufgrund phylogenetischer Untersuchungen grundlegend überarbeitet worden. Die Gruppen der Huttonininae, Phaeomyiinae und Tetanocerini wurden früher als eigene Familien aufgefasst. Die Phaeomyiinae unterscheiden sich von der Unterfamilie Sciomyzinae vor allem durch ihre Lebensweise, sie parasitieren nicht Mollusken, sondern Doppelfüßer (Diplopoda). Sie sind wie die Huttonininae eine artenarme Gruppe, die manchmal provisorisch zu den Hornfliegen gestellt wird, in anderen Fällen als eigene Familie gelistet wird. Die Tetanocerini werden jedoch in neueren systematischen Arbeiten sogar als Bestandteil der Unterfamilie Sciomyzinae, also der Hornfliegen im engeren Sinn, angesehen. Sie bekommen innerhalb dieser Unterfamilie den Rang einer Tribus. Ob für die Salticellinae mit nur zwei rezenten Arten eine eigene Unterfamilie nötig ist oder ob für die rund 80 Arten der Gattung Sepedon zusammen mit verwandten Gattungen eine eigene Tribus oder sogar Unterfamilie aufgestellt werden sollte, ist Gegenstand weiterer phylogenetischer Untersuchungen. Die Helosciomyzidae, die früher ebenfalls einen Bestandteil der Familie der Hornfliegen bildeten, wurden als eigenständige Familie ausgegliedert.

### Unterfamilien
Es gibt unterschiedliche systematische Unterteilungen der Familie der Hornfliegen. Weltweit sind rund 550 Arten aus 63 Gattungen beschrieben, in Europa gibt es aus der hier angegebenen Zusammenstellung rund 150 Arten aus 25 Gattungen.
Unterfamilien und ausgewählte Gattungen
- Unterfamilie Sciomyzinae
  - Tribus Sciomyzini
    - Gattung Atrichomelina Cresson, 1862
    - Gattung Colobaea Zetterstedt, 1837
    - Gattung Ditaeniella Sack, 1939
    - Gattung Oidematops Cresson, 1920
    - Gattung Pherbellia Robineau-Desvoidy, 1830
    - Gattung Poecilographa Melander, 1913
    - Gattung Sciomyza Fallen, 1820

  - Tribus Tetanocerini
    - Gattung Anticheta Haliday, 1838
    - Gattung Coremacera Rondani, 1856
      - Melierte Schneckenfliege (Coremacera marginata)

    - Gattung Dichetophora
      - Dichetophora obliterata

    - Gattung Dictya Meigen, 1803
    - Gattung Dictyacium Steyskal, 1956
    - Gattung Elgiva Meigen, 1838
    - Gattung Euthycera Latreille, 1829
    - Gattung Hedria Steyskal, 1954
    - Gattung Hoplodictya Cresson, 1920
    - Gattung Limnia Robineau-Desvoidy, 1830
    - Gattung Neolimnia Tonnoir & Malloch, 1928
      - Untergattung Neolimnia Tonnoir & Malloch, 1928
      - Untergattung Pseudolimnia Tonnoir & Malloch, 1928
      - Untergattung Sublimnia Harrison, 1959

    - Gattung Oligolimnia Mayer, 1959
    - Gattung Perilimnia Becker, 1919
    - Gattung Pherbecta Steyskal, 1956
    - Gattung Pherbina Robineau-Desvoidy, 1830
    - Gattung Pteromicra Lioy, 1864
    - Gattung Renocera Hendel, 1900
    - Gattung Sepedomerus Steyskal, 1973
    - Gattung Sepedon Latreille, 1804
      - Sepedon sphegea

    - Gattung Sepedonea Steyskal, 1973
    - Gattung Tetanocera Duméril, 1800
    - Gattung Trypetoptera Hendel, 1900
      - Trypetoptera punctulata

- Unterfamilie Huttonininae
  - Tribus Huttoninini
    - Gattung Huttonina Tonnoir & Malloch, 1928
      - Untergattung Huttonina Tonnoir & Malloch, 1928
      - Untergattung Huttoninella Barnes & Knutson, 1989

  - Tribus Prosochaetini
    - Gattung Prosochaeta Malloch, 1935

- Unterfamilie Phaeomyiinae
  - Gattung Akebono
  - Gattung Pelidnoptera

- Unterfamilie Salticellinae (2 Gattungen, eine davon nur fossil)
  - Gattung †Prosalticella (fossil erhalten)
  - Gattung Salticella Robineau-Desvoidy, 1830